# Кастор (Луїзіана)
Кастор (англ. Castor) — селище (англ. village) в США, в окрузі Б'єнвіль штату Луїзіана. Населення — 230 осіб (2020).

## Географія
Кастор розташований за координатами 32°15′18″ пн. ш. 93°9′57″ зх. д. / 32.25500° пн. ш. 93.16583° зх. д. (32.254878, -93.165963).  За даними Бюро перепису населення США в 2010 році селище мало площу 3,08 км², уся площа — суходіл.

## Демографія
Згідно з переписом 2010 року, у селищі мешкало 258 осіб у 100 домогосподарствах у складі 70 родин. Густота населення становила 84 особи/км².  Було 127 помешкань (41/км²).
Расовий склад населення:
| - 88,8 % — білих - 9,7 % — чорних або афроамериканців - 1,2 % — азіатів - 0,4 % — корінних американців |

До двох чи більше рас належало 0,0 %. Частка іспаномовних становила 0,8 % від усіх жителів.
За віковим діапазоном населення розподілялося таким чином: 30,2 % — особи молодші 18 років, 55,1 % — особи у віці 18—64 років, 14,7 % — особи у віці 65 років та старші. Медіана віку мешканця становила 33,5 року. На 100 осіб жіночої статі у селищі припадало 88,3 чоловіків;  на 100 жінок у віці від 18 років та старших — 74,8 чоловіків також старших 18 років.
Середній дохід на одне домашнє господарство  становив 36 013 долари США (медіана — 29 643), а середній дохід на одну сім'ю — 44 687 доларів (медіана — 41 397). За межею бідності перебувало 19,1 % осіб, у тому числі 15,3 % дітей у віці до 18 років та 6,7 % осіб у віці 65 років та старших.
Цивільне працевлаштоване населення становило 78 осіб. Основні галузі зайнятості: сільське господарство, лісництво, риболовля — 30,8 %, транспорт — 19,2 %, освіта, охорона здоров'я та соціальна допомога — 15,4 %.